# Lavorazione a due strati
La lavorazione a due strati (definita anche a doppio strato) è una delle lavorazioni principali che combina un lavoro di discissura più profondo e un lavoro di aratura più superficiale.
Questi due lavori possono essere eseguiti in contemporanea o separatamente.
Nella lavorazione contemporanea (o ara-ripuntatura) si usano aratri detti ripuntatori che hanno lo scopo di rovesciare il terreno ad una profondità pari circa 20–25 cm grazie ad un normale versoio che tramite un'ancora, riesce a non far ribaltare la zolla ad una profondità che non supera i 40 cm.
Nella lavorazione eseguita in due tempi separati, la prima lavorazione è eseguita da un ripper, mentre un aratro poli vomere esegue appena dopo una lavorazione superficiale.
Questo lavoro combina i benefici dei due attrezzi: distruzione delle erbe infestanti, esposizione del terreno alle precipitazioni, interramento della sostanza organica, zollosità ridotta e rottura della suola di lavorazione.